# George Segal
George Segal (* 13. Februar 1934 in Great Neck, New York; † 23. März 2021 in Santa Rosa, Kalifornien) war ein US-amerikanischer Schauspieler. In den 1960er- und 1970er-Jahren spielte der zweifache Golden-Globe-Preisträger große Rollen in vielen Hollywood-Filmen wie Wer hat Angst vor Virginia Woolf? und Mann, bist du Klasse!, später hatte er Hauptrollen in den Serien Just Shoot Me und Die Goldbergs.

## Leben

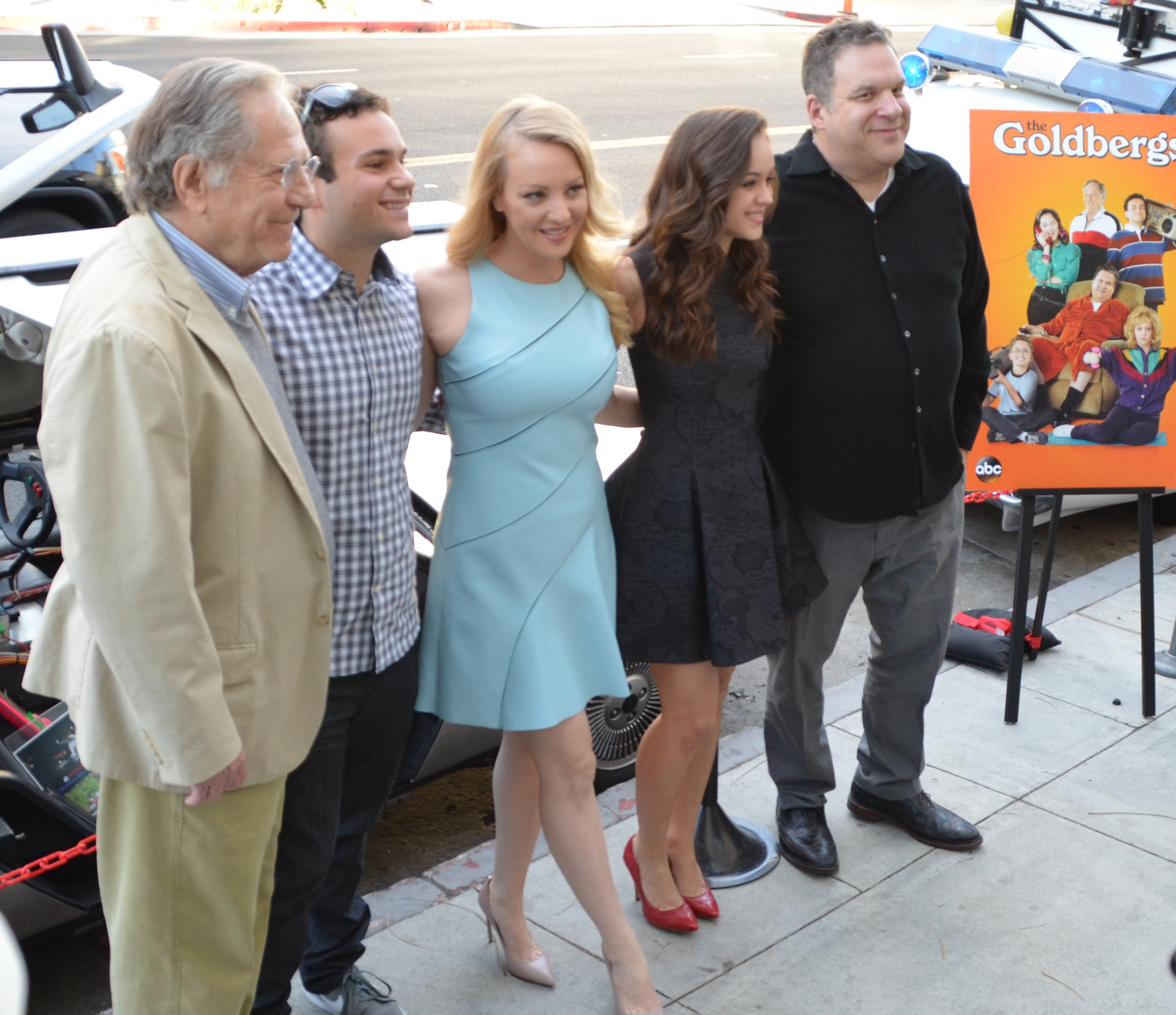
George Segal (links) mit der Besetzung von Die Goldbergs (2014)

George Segal wuchs in einer Familie jüdisch-russischer Herkunft auf. Er absolvierte das Columbia College und die Columbia University, dort nahm er auch ersten Schauspielunterricht. Nach einem Militärdienst studierte er Ende der 1950er-Jahre Schauspiel am renommierten Actors Studio unter Lee Strasberg sowie im Herbert Berghof Studio bei Uta Hagen. Er spielte in den frühen 1960er-Jahren am Broadway.
1961 unterschrieb er einen Vertrag bei Columbia Pictures und sammelte erste Filmerfahrungen. Segal weigerte sich gegen Ratschläge seines Agenten, einen weniger jüdisch klingenden Nachnamen als Künstlernamen zu wählen, und wurde dadurch später zu einem der ersten Hollywood-Stars mit jüdischem Namen. Für eine Nebenrolle im Film Assistenzärzte erhielt er 1965 den Golden Globe Award als Bester Nachwuchsdarsteller. 1965 spielte er einen Maler an der Seite von Stars wie Vivien Leigh, José Ferrer, Oskar Werner und Heinz Rühmann in Stanley Kramers Filmdrama Das Narrenschiff. Eine seiner bekanntesten Rollen spielte er in Mike Nichols’ Film Wer hat Angst vor Virginia Woolf? (1966), in dem er neben Elizabeth Taylor und Richard Burton auftrat. Für seine Leistung in diesem Film wurde er in der Kategorie Bester Nebendarsteller für die Filmpreise Oscar und Golden Globe nominiert. Ebenfalls 1966 spielte er die Hauptrolle in dem in Berlin spielenden Spionagefilm Das Quiller-Memorandum – Gefahr aus dem Dunkel, an seiner Seite agierten Alec Guinness und Senta Berger.
George Segal war vor allem in den späten 1960er- sowie den 1970er-Jahren in zahlreichen Hauptrollen unter teils bedeutenden Regisseuren zu sehen. Er spielte sehr unterschiedliche Rollen, vom Muttersöhnchen (in Bizarre Morde) über den jüdischen Intellektuellen (in Sidney Lumets Bye Bye Braverman) bis zum Gangster (in Chicago-Massaker). 1969 verkörperte er einen amerikanischen Leutnant im aufwendigen Kriegsfilm Die Brücke von Remagen. Mit dem Golden Globe Award wurde er für seine Darstellung eines untreuen Ehemannes in der Komödie Mann, bist du Klasse! von 1973 ausgezeichnet, im darauffolgenden Jahr hatte er die Hauptrolle eines Spielsüchtigen im Film California Split von Robert Altman inne. Sein Marktwert in Hollywood lag Mitte der 1970er-Jahre auf dem Höhepunkt, danach kamen aber einige Filmflops.
1979 sollte Segal die Hauptrolle in Blake Edwards’ Komödie Zehn – Die Traumfrau spielen, wurde aber – schon während der Dreharbeiten – durch Dudley Moore ersetzt. Die Folge war eine gerichtliche Auseinandersetzung zwischen Edwards und Segal. Ab den 1980er-Jahren musste sich Segal im Kino vorwiegend mit Nebenrollen begnügen, in dieser Dekade spielte er unter anderem in dem Krimi Sie nannten ihn Stick (1985) neben Burt Reynolds und Candice Bergen. In der Komödie Kuck mal, wer da spricht! (1989) trat er neben John Travolta und Kirstie Alley auf, in der Komödie Cable Guy – Die Nervensäge (1994) neben Jim Carrey. Im neuen Jahrtausend war er Teil der Ensemblebesetzung von Roland Emmerichs Katastrophenfilm 2012 (2009) und spielte den Vater von Jake Gyllenhaal in der Liebeskomödie Love and other Drugs (2010). Seine letzte Kinorolle übernahm er 2014 in Elsa & Fred an der Seite von Shirley MacLaine und Christopher Plummer.
Seit den 1960er-Jahren trat Segal auch regelmäßig im Fernsehen in Erscheinung. Er hatte unter anderem Gastrollen in den Fernsehserien Gnadenlose Stadt, Mord ist ihr Hobby und Die Larry Sanders Show. Nachdem seine Kinokarriere auf Nebenrollen beschränkt war, wandte er sich ab den späten 1980er-Jahren verstärkt dem Fernsehen zu. Größeren Erfolg hatte er zwischen 1997 und 2003 mit der Sitcom Just Shoot Me – Redaktion durchgeknipst, in der er den schillernden Medienmogul Jack Gallo spielte und dafür zwei Golden-Globe-Nominierungen erhielt. Seit 2013 verkörperte Segal eine der Hauptrollen als Großvater in der Comedyserie Die Goldbergs über eine jüdische Familie. Zum Zeitpunkt seines Todes arbeitete er an der achten Staffel der Serie. Im Jahr 2017 wurde Segal mit einem Stern auf dem Hollywood Walk of Fame geehrt.
Neben der Schauspielerei spielte George Segal Banjo in Amateur-Jazzbands wie der Beverly Hills Unlisted Jazz Band von Conrad Janis und veröffentlichte mehrere Platten. In einigen seiner Schauspielrollen konnte man ihn auch das Banjo spielen sehen. Er war außerdem einer der Gastgeber der Oscarverleihung 1976.

## Privatleben
Segal war von 1956 bis zur Scheidung 1984 mit der Filmeditorin Marion Sobel, später Marion Segal Freed, sowie von 1984 bis zu ihrem Tod 1996 mit Linda Rogoff, der zeitweiligen Managerin der Pointer Sisters, verheiratet.  Er hat zwei Töchter aus seiner ersten Ehe, darunter die Schauspielerin Polly Segal (* 1966). Von 1996 bis zu seinem Tod war er mit Sonia Schultz Greenbaum verheiratet.
Segal starb im März 2021 im Alter von 87 Jahren an Komplikationen einer Herzoperation.

## Filmografie (Auswahl)

### Kino
- 1961: Chefarzt Dr. Pearson (The Young Doctors)
- 1962: Der längste Tag (The Longest Day)
- 1964: Assistenzärzte (The New Interns)
- 1964: Treffpunkt für zwei Pistolen (Invitation to a Gunfighter)
- 1965: Sie nannten ihn King (King Rat)
- 1965: Das Narrenschiff (Ship of Fools)
- 1966: Wer hat Angst vor Virginia Woolf? (Who’s Afraid of Virginia Woolf?)
- 1966: Sie fürchten weder Tod noch Teufel (Lost Command)
- 1966: Das Quiller-Memorandum – Gefahr aus dem Dunkel (The Quiller Memorandum)
- 1967: Chicago-Massaker (The St. Valentine's Day Massacre)
- 1968: Bye Bye Braverman
- 1968: Bizarre Morde (No Way to Treat a Lady)
- 1969: Die Brücke von Remagen (The Bridge at Remagen)
- 1969: Der Stern des Südens (The Southern Star)
- 1970: Loving
- 1970: Wo is’ Papa? (Where’s Poppa?)
- 1970: Die Eule und das Kätzchen (The Owl and the Pussycat)
- 1972: Vier schräge Vögel (The Hot Rock)
- 1973: Blume in Love
- 1973: Mann, bist du Klasse! (A Touch of Class)
- 1974: Der Killer im Kopf (The Terminal Man)
- 1974: California Split
- 1975: Russisch Roulette (Russian Roulette)
- 1976: Wer schluckt schon gern blaue Bohnen? (The Duchess and the Dirtwater Fox)
- 1976: Das Geld liegt auf der Straße (Fun with Dick and Jane)
- 1977: Achterbahn (Rollercoaster)
- 1978: Die Schlemmer-Orgie (Who Is Killing the Great Chefs of Europe?)
- 1979: Ein irres Paar (Lost and Found)
- 1980: Einmal Scheidung, bitte! (The Last Married Couple in America)
- 1981: Eine schöne Bescherung (Carbon Copy)
- 1985: Sie nannten ihn Stick (Stick)
- 1989: Kuck mal, wer da spricht! (Look Who’s Talking)
- 1991: For the Boys – Tage des Ruhms, Tage der Liebe (For the Boys)
- 1993: Barett – Das Gesetz der Rache (Joshua Tree)
- 1993: Kuck mal, wer da jetzt spricht (Look Who’s Talking Now)
- 1995: Innocent Babysitter (The Babysitter)
- 1996: It’s My Party
- 1996: Cable Guy – Die Nervensäge (The Cable Guy)
- 1996: Liebe hat zwei Gesichter (The Mirror Has Two Faces)
- 1996: Flirting with Disaster – Ein Unheil kommt selten allein (Flirting with Disaster)
- 2009: Made for Each Other
- 2009: 2012
- 2010: Love and other Drugs – Nebenwirkung inklusive (Love & Other Drugs)
- 2014: Elsa & Fred

### Fernsehen
- 1960: The Closing Door (Fernsehfilm)
- 1963: Gnadenlose Stadt (Naked City, Folge 4x20)
- 1963: Alfred Hitchcock präsentiert (The Alfred Hitchcock Hour, Folge 2x02)
- 1966: Death of a Salesman (Fernsehfilm)
- 1968: Of Mice and Men (Fernsehfilm)
- 1984: Die verrückten Abenteuer des Robin Hood (The Zany Adventures of Robin Hood, Fernsehfilm)
- 1988–1989: Murphy’s Law (13 Folgen)
- 1993: Mord ist ihr Hobby (Murder, She Wrote, Folge 10x09)
- 1993/1995: Die Larry Sanders Show (2 Folgen)
- 1994: High Tide – Ein cooles Duo (High Tide, 6 Folgen)
- 1996–1997: The Real Adventures of Jonny Quest (24 Folgen, Stimme)
- 1997–2003: Just Shoot Me – Redaktion durchgeknipst (Just Shoot Me!, 149 Folgen)
- 2007: Boston Legal (Folge 4x19)
- 2009: Entourage (3 Folgen)
- 2011–2012: Retired at 35 (20 Folgen)
- 2013–2021: Die Goldbergs (The Goldbergs, 185 Folgen)
- 2018: Die Simpsons (The Simpsons; Folge Heartbreak Hotel, Stimme)

## Auszeichnungen
Oscar
- 1967: Nominierung als Bester Nebendarsteller für Wer hat Angst vor Virginia Woolf?

Golden Globe Award
- 1965: Auszeichnung als Bester Nachwuchsdarsteller für Assistenzärzte
- 1967: Nominierung als Bester Nebendarsteller für Wer hat Angst vor Virginia Woolf?
- 1974: Auszeichnung als Bester Hauptdarsteller – Komödie oder Musical für Mann, bist du Klasse!
- 1999, 2000: Nominierungen als Bester Serien-Hauptdarsteller – Komödie oder Musical für Just Shoot Me

Weitere Auszeichnungen
- 1969: Nominierung für den British Academy Film Award als Bester Nebendarsteller für Bizarre Morde
- 1973: Auszeichnung mit dem Kansas City Film Critics Circle Award als Bester Hauptdarsteller für Mann, bist du Klasse!
- 2001: Nominierung für den Satellite Award als Bester Darsteller in einer Serie – Komödie/Musical für Just Shoot Me
- 2017: Stern auf dem Hollywood Walk of Fame (Kategorie Fernsehen)